# Ange Postecoglou
Angelos "Ange" Postecoglou (görögül: Άγγελος Ποστέκογλου; magyar átírásban Ángelosz Posztékoglu; Athén, Görögország, 1965. augusztus 27. –) görög születésű ausztrál labdarúgóedző, hátvéd. Két Premiership-és négy Championship-győzelmével, egy nemzetközi trófeájával a legsikeresebb ausztrál klubedző.
A 2023–2024-es szezonban az első menedzser lett a Premier League történetében, akit első két hónapjában a ligában mindkétszer a hónap edzőjének választottak, majd egy hónappal később az első menedzser lett a Premier League történetében, aki a szezon első három díját megszerezte és mindössze a negyedik, aki sorozatban hármat.